# Istarawschan
Istarawschan (tadschikisch Истаравшан, persisch استروشن), englische Umschrift Istaravshan, bis zum Jahr 2000 Ura-Tjube (Ura Tube, Ura-Tiube, Ura-Tyube, russisch Ура́-Тюбе, tadschikisch Уротеппа, Uroteppa, Ura-Teppa), ist die Hauptstadt des gleichnamigen Distrikts (nohija) in der Provinz (vilojat) Sughd im Norden Tadschikistans. Nach der offiziellen Schätzung von 2007 leben 60.200 Einwohner in der Stadt und 199.000 im Distrikt.
Vermutlich lag an der Stelle der heutigen Stadt die im 6. Jahrhundert v. Chr. zum Achämenidenreich gehörende Siedlung Kuruschata (Kurukada), die in griechischen Quellen als Cyropolis (Kiropol) erwähnt wird. In der Antike und im Mittelalter war die mehrfach von fremden Eroberern zerstörte Stadt ein wohlhabendes Handelszentrum an der Seidenstraße. Aus dem 16. bis 19. Jahrhundert blieben mehr Moscheen und Mausoleen als in anderen tadschikischen Städten in der ausgedehnten Altstadt erhalten. Vom zentralen ehemaligen Zitadellenhügel Mugh Teppa ist die gesamte Innenstadt zu überblicken.

## Lage

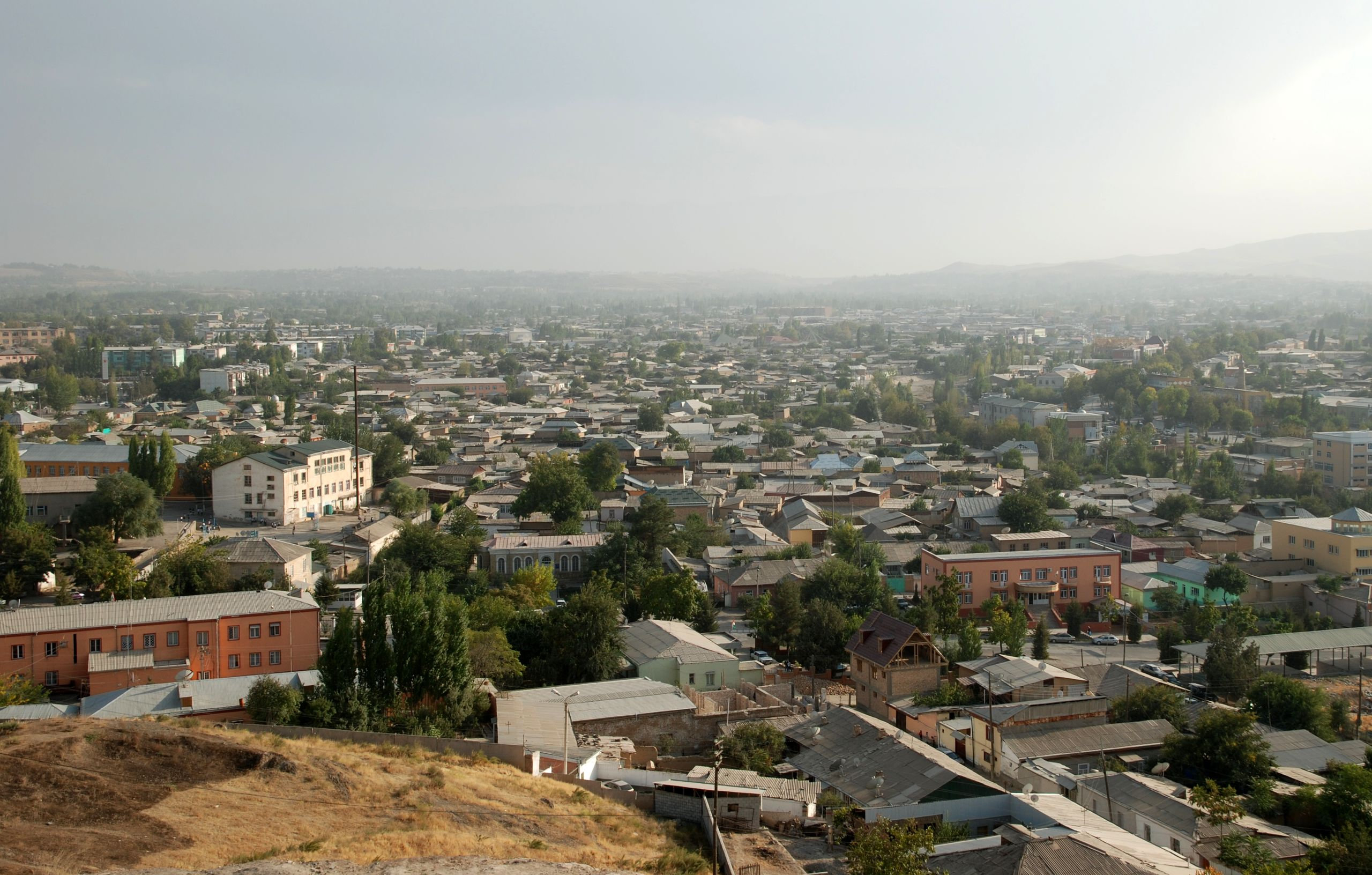
Vom Zitadellenhügel Mugh Teppa nach Südwesten

Istarawschan liegt auf einer Höhe von 992 Metern in einer Ebene nördlich der über 4000 Meter hohen Turkestankette am südwestlichen Rand des Ferghanatals, das – geografisch und kulturell im Herzen Zentralasiens gelegen – dem Lauf des Syrdarya nach Osten folgt. Die einzige Straße (M34) von der Landeshauptstadt Duschanbe führt an der ersten Stadt nördlich der Passhöhe, Schahriston, vorbei, durchquert 27 Kilometer danach Istarawschan und erreicht 78 Kilometer nordöstlich die Provinzhauptstadt Chudschand. Eine Nebenstraße zweigt in südöstlicher Richtung zu den Dörfern Tschorbogh und Basmanda am Fuß der Turkestankette ab. Die direkte Straße zur wenige Kilometer westlich gelegenen usbekischen Grenze ist unterbrochen und die Fortsetzung der M34 von Istarawschan nach Norden zum tadschikischen Dorf Zafarobod führt ein Stück durch usbekisches Gebiet und anschließend weiter nach Taschkent. Der nächste allgemein offene Grenzübergang nach Usbekistan befindet sich in Oybek, 60 Kilometer nordwestlich von Chudschand.
Ab dem Beginn der christlichen Zeitrechnung lag Istarawschan an einem durch Sogdien verlaufenden Abschnitt der Seidenstraße, der von Samarkand nach Istarawschan und etwa 35 Kilometer nordöstlich von hier zu einer befestigten Stadt mit dem heutigen Namen Schirin führte. Der Ort wird in der Volkserzählung mit der Liebesgeschichte von Farhad und Schirin verbunden, er liegt vier Kilometer nordwestlich des Dorfes Kurkat, südlich der usbekischen Stadt Bekobod. Schirin könnte nach Ansicht von Igor V. P’yankov in zeitgenössischen Quellen mit dem persischen Namen Kuruschata und später mit dem lateinischen Namen Cyropolis erwähnt worden sein. Die Festung war der nördlichste Ort der frühmittelalterlichen Region Usruschana, zu der auch Istarawschan gehörte. Von dort folgte die Seidenstraße dem Syrdarja nach Osten über Chudschand, Isfara und Osch nach Kaschgar.
Das Ferghanatal, das ohne die seit der Antike existierenden Bewässerungskanäle eine wüstenartig trockene Landschaft wäre, gehört mit durchschnittlich 360 Einwohnern pro Quadratkilometer zu den am dichtesten besiedelten Regionen Zentralasiens. Die Oase von Istarawschan erhält vor allem Wasser aus dem drei Kilometer südlich des Stadtzentrums gelegenen Kattasai-Stausee, der saisonabhängig vom Kattasai-Fluss aus den Turkestanbergen gespeist wird. Das Fassungsvermögen des ab 1965 angefüllten Stausees beträgt 60 Millionen Kubikmeter. Der Stausee soll Überschwemmungen durch den Kattasai verhindern, der 1947 mit einer Schlammwelle die Innenstadt verwüstet hatte. Der See dient zugleich als Naherholungsgebiet.
Der Distrikt (nohija) Istarawschan setzt sich aus zehn Dörfern zusammen, die jeweils einen Subdistrikt (dschamoat) bilden. Im Westen grenzt der Distrikt an Usbekistan, im Norden an den Distrikt Zafarobod, im Osten an den Distrikt Ghonchi und im Süden an den Distrikt Schahriston. Wie Schahriston exportiert der Distrikt Istarawschan hauptsächlich Kartoffeln.

## Geschichte

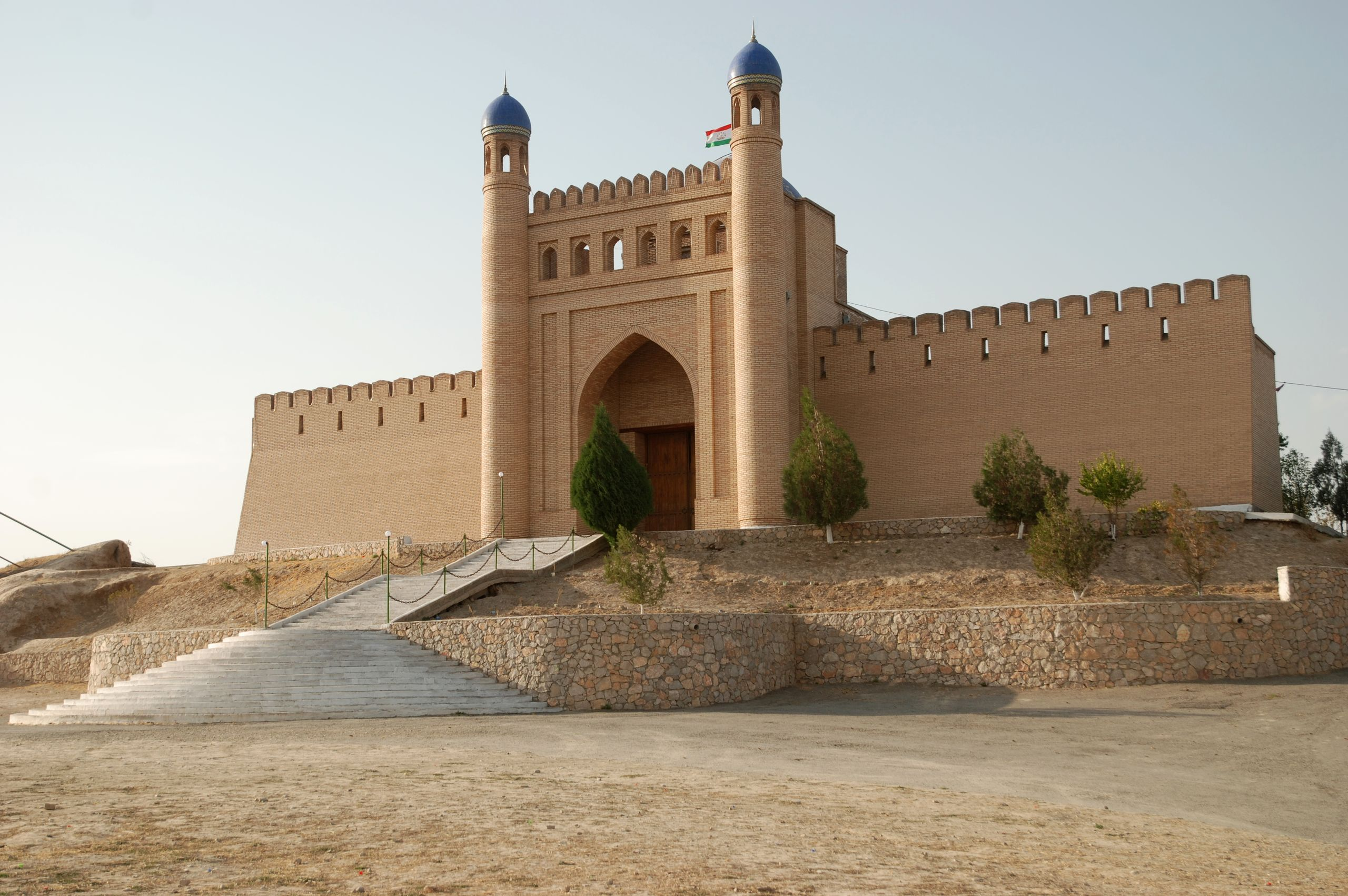
2002 anlässlich der 2500-Jahr-Feier der Stadtgründung auf dem Mugh Teppa gebautes Tor im Stil der mittelalterlichen Zitadelle.

Im Ferghanatal begann die Eisenzeit im 8. Jahrhundert v. Chr. Mehrere städtische Siedlungen wurden in den folgenden Jahrhunderten am Mittellauf des Syrdarja gegründet, darunter Nurtepe am Nordwestrand der Oase von Istarawschan. Als im Herbst 539 v. Chr. die persischen Achämeniden unter Kyros die Stadt Babylon unter ihre Kontrolle gebracht hatten, befand sich das gesamte Gebiet von Kleinasien bis Mesopotamien in ihrem Machtbereich. Ab dem folgenden Jahr konzentrierte sich Kyros auf die Ausdehnung der nördlichen Grenze seines Reiches und drang über Baktrien bis Sogdien und nordwestlich bis Choresmien vor. Im Nordosten wurde das persische Reich von den Massageten und Saken bedroht. Um sich vor den ständigen Angriffen dieser Reitervölker zu schützen, ließ Kyros eine Reihe von befestigten Siedlungen errichten. Hierzu gehörte die Festung Kuruschata in der Nähe des Jaxartes, die nach persischen Quellen des 6. Jahrhunderts v. Chr. mit einem dreifachen Mauerring gesichert war. Kuruschata (Kurukada) war im Achämenidenreich die Hauptstadt der Region Usruschana und war vermutlich derselbe Ort, den Alexander der Große 329 v. Chr. eroberte und den griechische Autoren als Cyropolis bezeichneten. Alexander soll es nicht gelungen sein, die Stadt beim ersten Ansturm einzunehmen. Erst nachdem ein Informant die Angreifer auf das offene Wassertor aufmerksam machte, seien die Truppen in die Stadt gelangt und hätten die Haupttore geöffnet. Bis 327 v. Chr. wurde Alexander in Sogdien festgehalten, um drei Aufstände niederzuschlagen, bei denen nach Angaben des griechischen Geschichtsschreibers Diodor über 120.000 Menschen getötet wurden. Während Igor V. P’yankov diesen Ort eher an der Stelle der Ausgrabungsstätte Schirin lokalisieren möchte, sieht die Mehrheit der Autoren in Kuruschata den Ursprung von Istarawschan.
Laut dem chinesischen Geschichtswerk Shiji, das vor 90 v. Chr. abgefasst wurde, waren unter den Händlern, die nach China reisten, auch einige Sogdier. Es gibt archäologische Hinweise, die sich mit den Informationen im Hou Hanshu decken, über einen etwas umfangreicheren Handel auf der Nordroute vom Schwarzen Meer durch die Steppe nach China ab dem 2. Jahrhundert n. Chr. Im 2. Jahrhundert n. Chr. war die Stadt von einer sechs Kilometer langen Umfassungsmauer umgeben.
Im frühen Mittelalter ging die Bedeutung von Istarawschan zurück und die Siedlung Bundschikat wurde unter einer lokalen Fürstenfamilie, deren Herrscher im 8. und 9. Jahrhundert den Titel Afschin trugen, zur Hauptstadt von Usruschana ausgebaut. Die Blütezeit dieser großen befestigten Stadt mit einigen Palästen wie Tschilhudschra und Urtakurgan in der Peripherie dauerte vom 7. Jahrhundert bis zur ersten Hälfte des 9. Jahrhunderts.

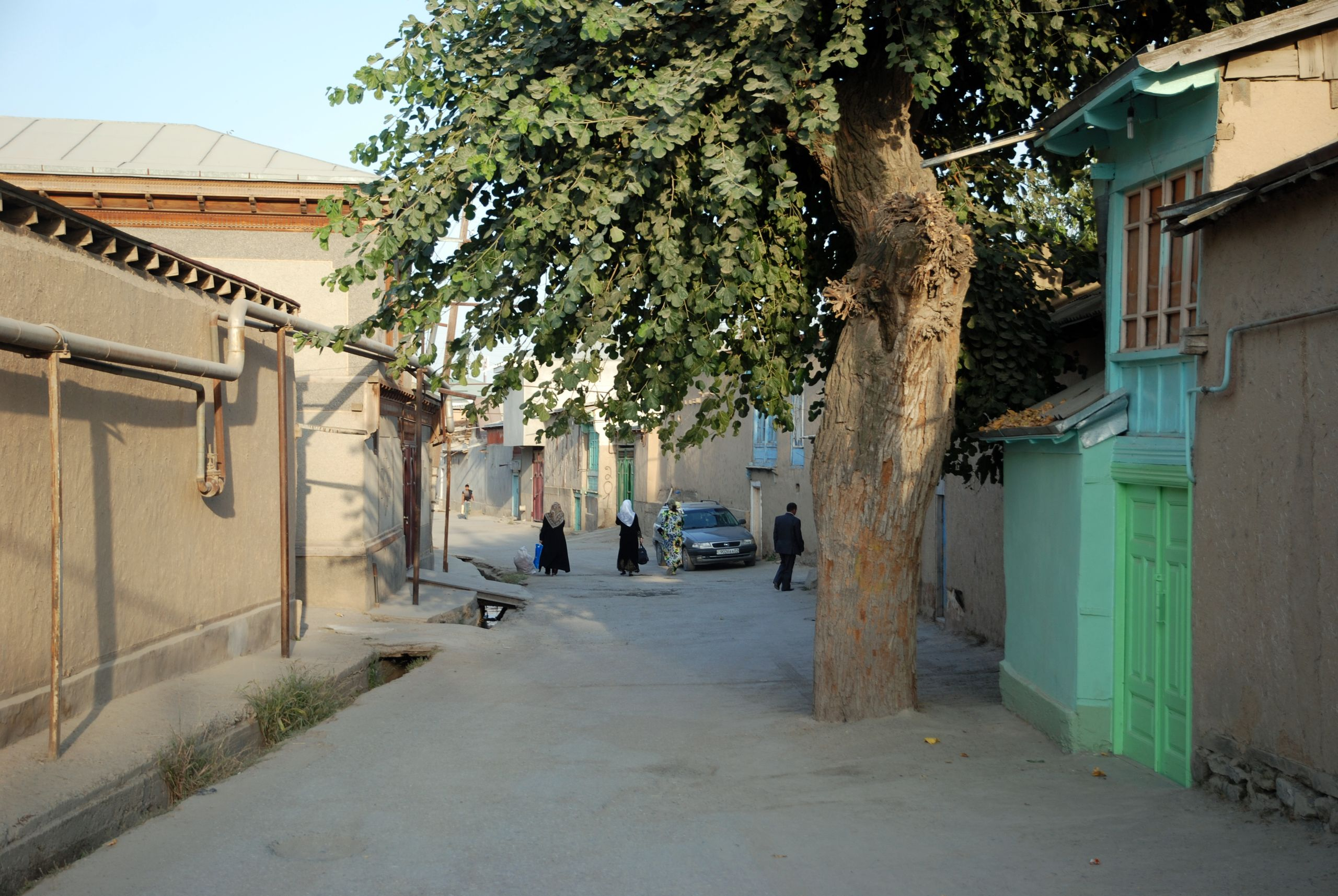
Altstadtgasse mit lehmverputzten Häusern. Die Erdgasleitungen aus sowjetischer Zeit sind stillgelegt.

Die lokalen Fürsten standen vom Ende des 5. Jahrhunderts bis zum 6. Jahrhundert unter der Oberherrschaft der Hephtaliten und vom 7. Jahrhundert bis zum Anfang des 8. Jahrhunderts unter der Herrschaft von Turkvölkern, die ihre Macht an arabische Herrscher verloren. Das nach dem Tod des arabischen Kalifen Qutaiba ibn Muslim 715 entstandene Machtvakuum füllten lokale Fürsten. In der Folgezeit wurde die Region in langjährige Machtkämpfe mit den Abbasiden verwickelt, die Usruschana zu einem Teil ihres Kalifats machten und um die Mitte des 9. Jahrhunderts begannen, ihren muslimischen Glauben in Usruschana mit mehr Nachdruck als zuvor durchzusetzen. Um 1220 zerstörten die Truppen Dschingis Khans die Stadt, brachten einen großen Teil der Einwohner um oder versklavten sie. Im 14. Jahrhundert wurde die Stadt unter den Timuriden wiederaufgebaut und erhielt nun den Namen Ura-Teppa (Ura-Tjube). Einige nomadisierende mongolische Gruppen, die im 13. Jahrhundert von der Mongolei nach Westen zogen und unter dem Namen Mangit bekannt waren, ließen sich ab dem 14. Jahrhundert unter anderem im Gebiet von Transoxanien nieder, wo sie die regionale Turksprache annahmen und im 15. Jahrhundert Nogaier genannt wurden. Ein Anführer einer solchen Gruppe namens Khoja (Khwaja) Qazi Manghit wurde 1503 Herrscher von Ura-Teppa. Dies geschah, bevor die usbekische Dynastie der Schaibaniden im frühen 16. Jahrhundert die Kontrolle über ganz Transoxanien übernahm.
Ab 1709 bis 1876 existierte im Ferghanatal das Khanat Kokand, die lokalen Herrscher in der Stadt waren die Yüz-Emire. Faktisch ab 1747, offiziell ab 1756, regierten von Buchara aus die Mangiten als eine von Muhammad Rahīm (reg. 1753–1758) begründete Dynastie das Khanat von Buchara. Muhammad Rahīm kämpfte mehrfach gegen usbekische Stammesführer und unter anderem gegen die lokalen Herrscher von Ura-Teppa, Nurota und Hissor. Im Jahr 1754 taten sich die Khane von Buchara und Kokand, Muhammad Rahīm und Irdāna, zusammen, um gegen Ura-Teppa vorzugehen. Durch den Einsatz von Muhammad Amīn aus Hissor, der 8000 Mann zur Unterstützung der belagerten Stadt entsandte, konnte Ura-Teppa vor der Eroberung bewahrt werden und im weiteren Verlauf des 18. Jahrhunderts seine Unabhängigkeit bewahren.
Die ständigen Auseinandersetzungen zwischen den Khanaten und den regionalen Machtzentren hielten im 19. Jahrhundert an. Die Städte des Ferghanatals mit ihren begehrten bewässerten Feldern im Umland gerieten mehrfach wechselnd unter die Kontrolle des einen oder des anderen Khanats. Ura-Teppa war nach einem Reisebericht von 1843 von einer Schutzmauer aus Lehm umgeben. Gebieter über die Stadt war zu dieser Zeit Khajeh Mahmud Khan, ein Usbeke aus Samarkand, der nominell die Vorherrschaft von Buchara anerkannte.
Im 19. Jahrhundert gab es mehrere nationale Aufstände der Bevölkerung des Ferghanatals gegen ihre Herrscher, häufig mit dem Ziel, sich von der Steuerlast zu befreien. Die Thronbesteigung des Manghiten Amir Haidar (reg. 1820–1826) war – wie bei einem Machtwechsel damals üblich – von einem Volksaufstand begleitet. Ein Aufstand der Tadschiken fand 1858 in Ura-Teppa statt. Der Sohn und Nachfolger Amir Haidars, Nasrullah (reg. 1826–1860), brachte in einem Feldzug die Region wieder unter die Kontrolle des Khanats von Buchara, indem er den Gouverneur von Ura-Teppa, Rustambeg, und die Gouverneure von anderen Orten hinrichten ließ.

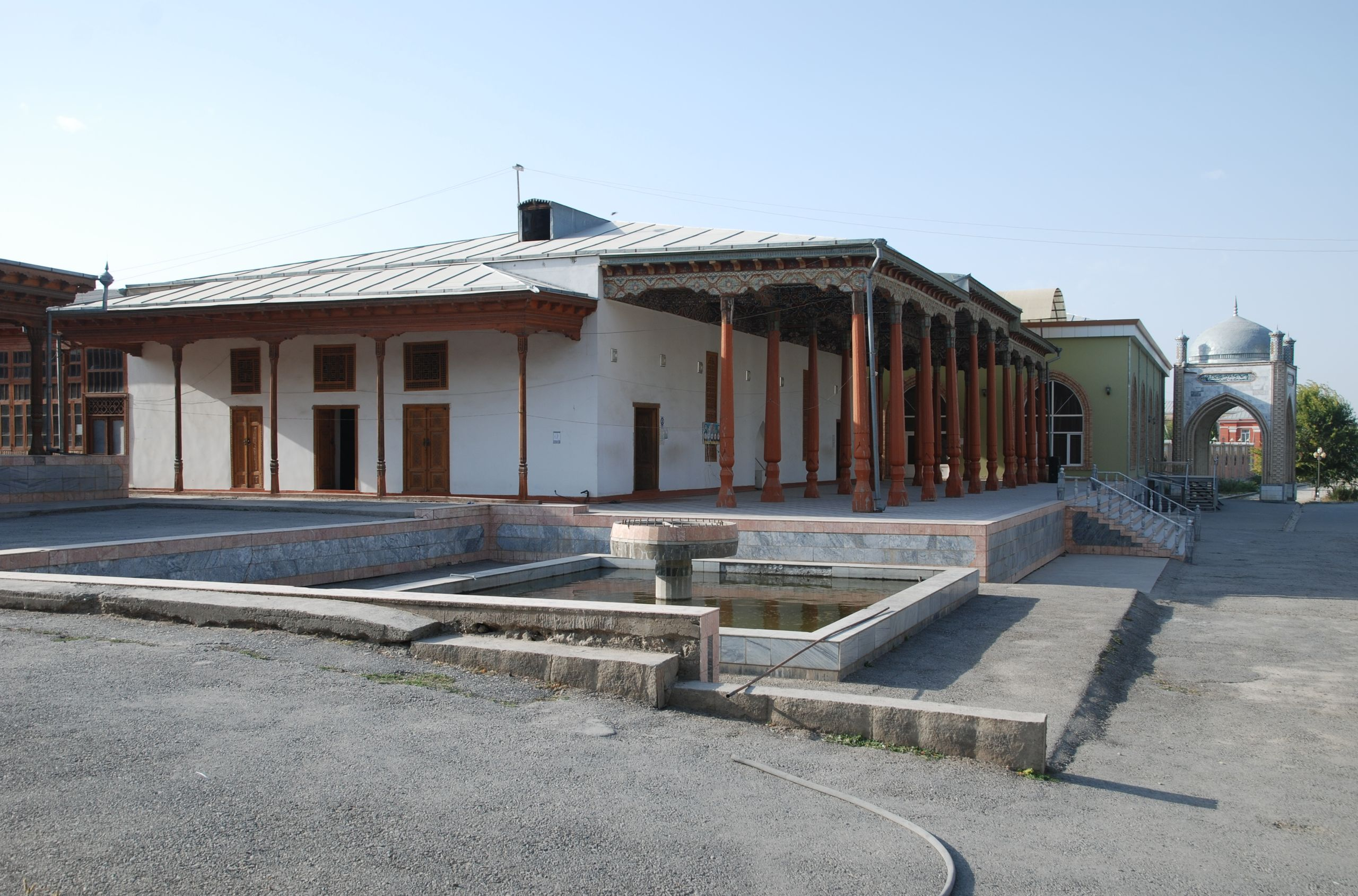
Sary Masor, restaurierte Moschee aus dem 16./17. Jahrhundert, dahinter Moscheeneubau

Während die ökonomische Situation im 18. Jahrhundert in ganz Transoxanien schwierig war, erholte sie sich nach Angaben schriftlicher Quellen am Anfang des 19. Jahrhunderts. Mitte des 19. Jahrhunderts muss es in Ura-Teppa fünf Kupferschmiede gegeben haben, weil deren Wirkungsort durch den auf den Objekten eingravierten Namenszusatz (Nisba) bekannt ist. Außerdem waren zehn Brennöfen zur Produktion von Töpferwaren in Betrieb. Gegen Ende des Jahrhunderts waren drei Gold- und Silberschmiede in der Stadt tätig. Diese Kunsthandwerker, von denen auch aus Buchara und anderen Städten berichtet wird und deren Erzeugnisse aus Museumskatalogen heute gut bekannt sind, sprechen für einen blühenden Handel einer wohlhabenden städtischen Bevölkerungsschicht.
Im Jahr 1897 hatte die Stadt 20.837 Einwohner, in der Mehrzahl Tadschiken und Usbeken. Im russischen Viertel nahe dem Zitadellenhügel wohnten damals etwa 300 Russen. Dort gab es eine orthodoxe Kirche, ein Telegrafenamt, ein Lazarett und eine russische Schule. In dem von Tadschiken und Usbeken bewohnten Teil standen über 1800 Wohnhäuser und 65 Moscheen.
1865 eroberten Truppen des Russischen Kaiserreichs im Kampf gegen das Khanat Kokand Taschkent und übernahmen ein Jahr später die Kontrolle über Jizzax (Dschizzach), Chudschand, Ura-Teppa und 1868 über Samarkand. Von nun bis 1917 war Zentralasien als Generalgouvernement Turkestan dem Kaiserreich einverleibt. Innerhalb dessen wurde Ura-Teppa zusammen mit Samarkand und Chudschand vom Emirat Buchara getrennt und zu einer Region (okrug) Serafschan zusammengefasst. 1886 erfolgte eine Neugliederung der Verwaltungsregionen. Turkestan wurde ungeachtet geographischer, ethnischer oder sonstiger Strukturen in Distrikte und Subdistrikte eingeteilt. Die 1929 gebildete Tadschikische Sozialistische Sowjetrepublik erhielt das von der Usbekischen Sowjetrepublik abgegrenzte westliche Ferghanatal mit der Hauptstadt Chudschand und Ura-Teppa.
1935 wurde die (bis zur Fertigstellung des Schahriston-Tunnels 2012 im Winter nicht befahrbare) Passstraße zwischen Duschanbe (damals Stalinabad) und Ura-Teppa freigegeben. Vorher gab es keine Straßenverbindung zwischen Zentral-Tadschikistan und dem Ferghanatal. Die Industrialisierung der Sowjetunion in den 1950er Jahren führte zu einem Bevölkerungswachstum in den größeren Orten einschließlich Ura-Teppa. Ende der 1950er Jahre wurden die größeren Städte im Ferghanatal an das sowjetische Erdgasleitungsnetz angeschlossen. Ura-Teppa erhielt eine Trinkwasserversorgung. Nach Konibodom (1959) wurde in Ura-Teppa 1963 eine Technische Fachschule eröffnet.
Im Jahr 2002 wurde die 2500-Jahr-Feier der Stadt abgehalten, deren historisches Ausgangsdatum ebenso wie bei der 2700-Jahr-Feier von Kulob, die 2006 stattfand, fiktiv ist. Kritiker warfen der Regierung angesichts der luxuriösen Feier und der knappen Staatskasse Verschwendung vor.

## Stadtbild

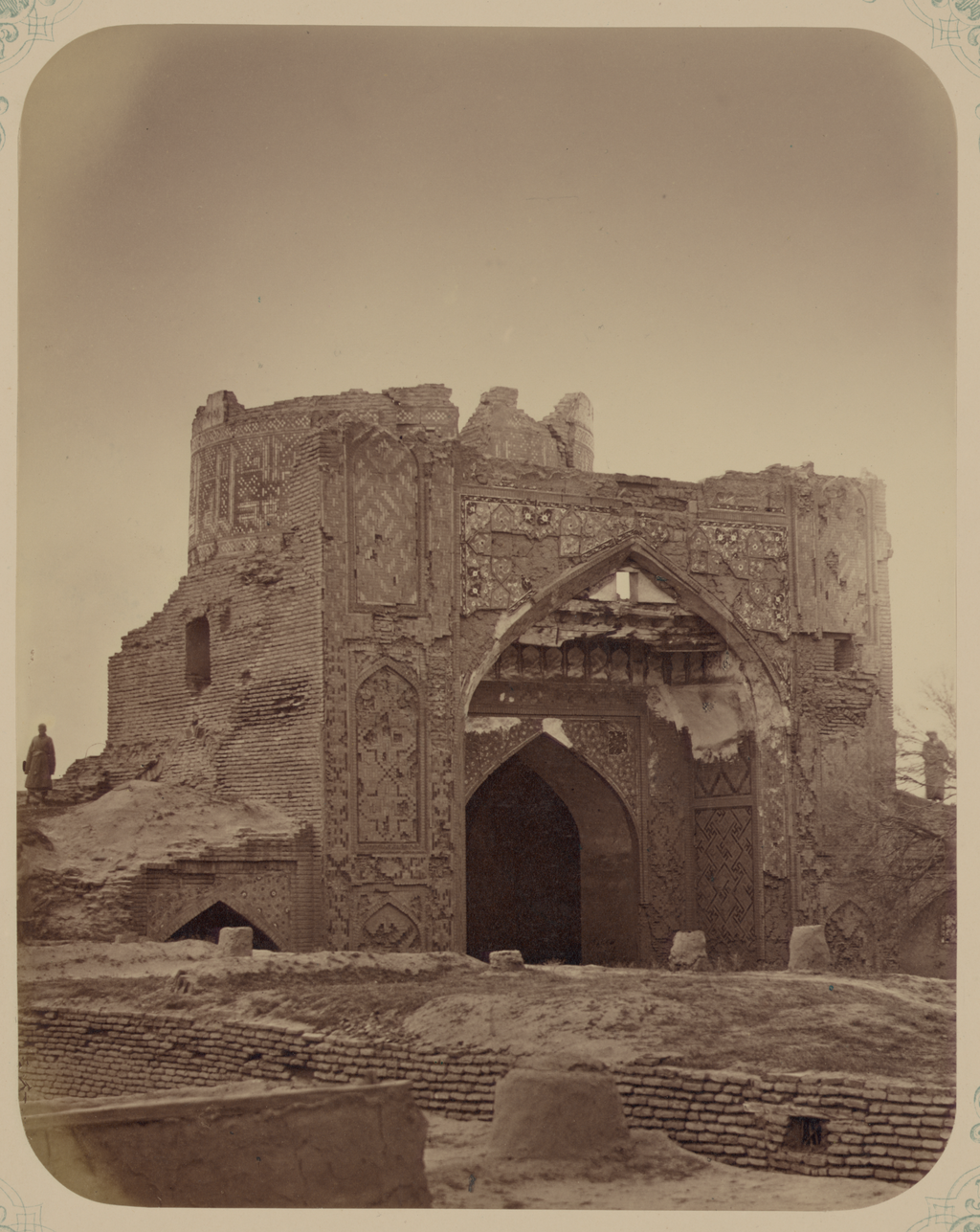
Zerstörte Moschee und Madrasa Kok Gumbaz von 1420–1450. Foto aus einem 1871/72 veröffentlichten sechsbändigen russischen Fotoalbum zur Kulturgeschichte von Turkestan: Туркестанский альбом, Turkestanskij Al’bom.

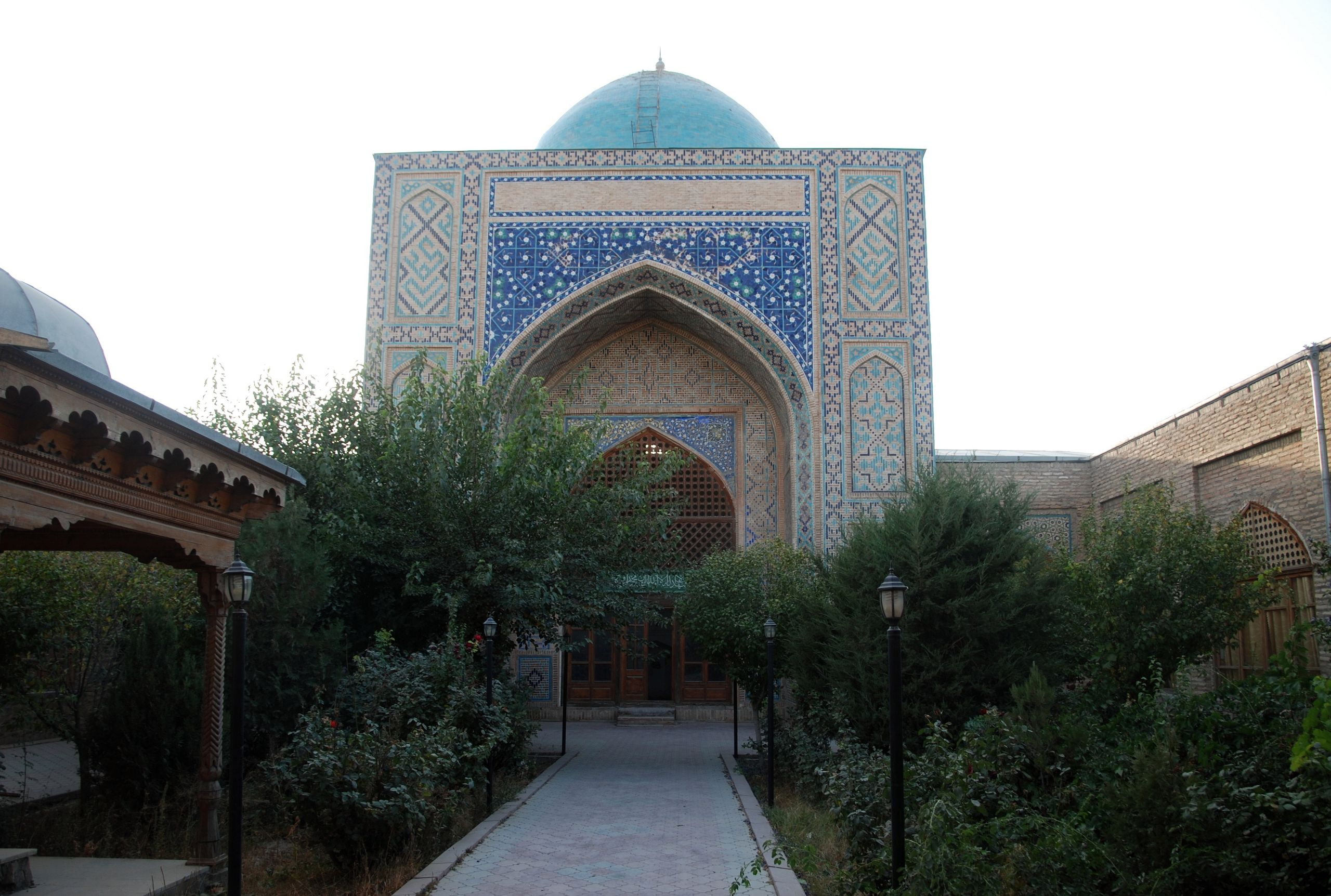
Portal der Moschee Kok Gumbaz

1974 betrug die Einwohnerzahl 36.000, für 2007 werden 60.200 angegeben. Der von Süden nach Norden fließende Kattasai trennt die Stadt in zwei Hälften. Etwa parallel zum Fluss verläuft die Durchgangsstraße M34 mit dem Namen Lenin-Straße (ulitza Lenina) mitten hindurch, beim Geschäftszentrum, Markt und Minibus-Bahnhof auf der Ostseite des Flusses über eine Brücke und auf der Westseite des Flusses nach Norden. Die ulitza Oktjabrskaja macht im Osten einen Bogen um die Neustadt. Der von weitem sichtbare Orientierungspunkt ist der Zitadellenhügel Mugh Teppa (Mug Tepe, „Hügel der Feueranbeter“), der sich 1,5 Kilometer nördlich des Marktes erhebt. Von dort sind die Neustadt aus sowjetischer Zeit östlich und die weitläufige Altstadt (Schahr-i Kohna) westlich des Flusses zu überblicken.
Die mittelalterliche Zitadelle ist verschwunden. Auf der Südseite des Hügels wurde dafür ein Stadttor mit einem Stück Wehrmauer wiederaufgebaut, dessen Aussehen nicht notwendigerweise mit dem Original aus dem 16. Jahrhundert übereinstimmen muss. Von der sogdischen Festung blieb aus dem 3. Jahrhundert v. Chr. bis zum 3. Jahrhundert n. Chr. am Rand des Hügels ein geringer Rest der Wehrmauer und von Wohngebäuden aus Lehmziegeln erhalten. Aus dem 5. bis 8. Jahrhundert wurde ein zweigeschossiger Turm freigelegt, der als Festung oder als religiöses Gebäude interpretiert wird. Zu den ältesten Funden auf dem Mugh Teppa gehören ein Bronzesiegel aus dem 4. bis 2. Jahrhundert v. Chr., auf dem ein geflügelter Greif abgebildet ist, und eine Anzahl von römischen Denarii, die einen Fernhandel im 1. Jahrhundert n. Chr. belegen. Hinzu kommen männliche Figurinen aus Terrakotta aus den ersten Jahrhunderten v. Chr., religiöse Figuren und Objekte aus dem 5. bis 8. Jahrhundert und rot oder grün-braun bemalte glasierte Keramik aus dem 10. bis 12. Jahrhundert. Mugh Teppa wurde von den 1920er bis in die 1950er Jahre ausgegraben, zuletzt unter der Leitung von Numan Negmatov.
Das bedeutendste historische Gebäude in der Altstadt ist die Moschee und Madrasa Kok Gumbes (Kok Gumbaz, Кок Гумбез, „Blaue Kuppel“), die unter dem Timuriden ʿAbd al-Latif (Abdal-Latif Mirza, um 1420–1450) errichtet wurde. ʿAbd al-Latif war ein Sohn des Fürsten Ulugh Beg in Samarkand und islamisch-konservativer als sein den Naturwissenschaften aufgeschlossener Vater, den er 1449 absetzen und ermorden ließ. Das quadratische Hauptgebäude mit einer zentralen Kuppel über einem hohen Tambour wird durch ein Portal (Pischtak) betreten, dessen Fassade mit türkisgrünen und blauen Kacheln in geometrischen und floralen Mustern verziert wird. Die Moschee begrenzt einen Innenhof, der auf den übrigen Seiten von den Klassenräumen der Madrasa umgeben ist. Die Koranschule war während der sowjetischen Zeit geschlossen, heute erhalten Kinder Unterricht in Islamkunde und allgemeinbildenden Schulfächern.

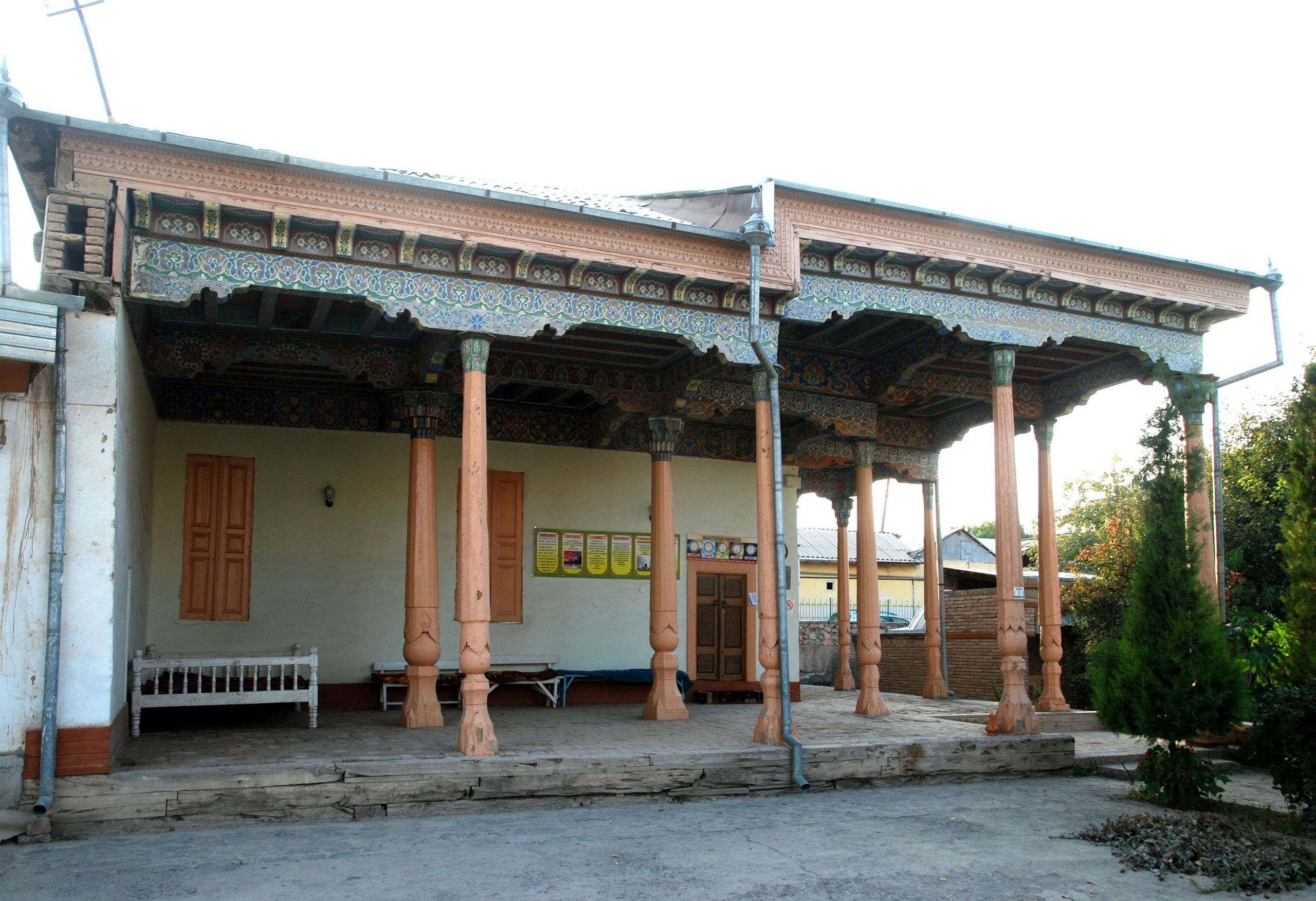
Havzi-Sangin-Moschee von 1910 in einem ummauerten Garten in der Altstadt. Links unter dem Dach ein Taptschan.

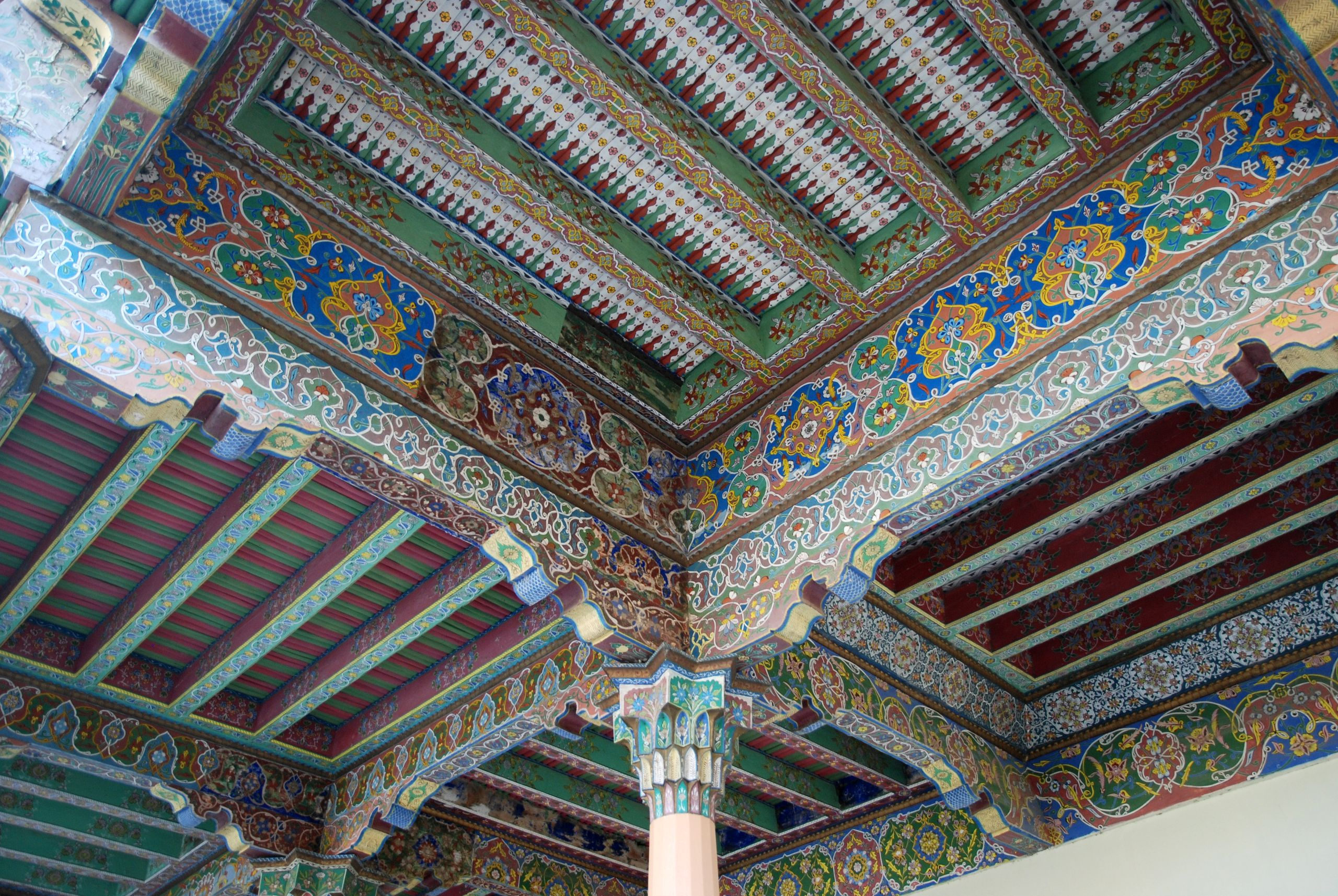
Havzi-Sangin-Moschee, bemalte Decke des Vordachs

In der Altstadt sind weitere Moscheen aus dem 18. und 19. Jahrhundert verstreut, die sich häufig hinter Mauern verbergen. Die Moscheen entstanden ab dem 16. Jahrhundert im Umkreis der Zitadelle zusammen mit zahlreichen Mausoleen und weltlichen öffentlichen Gebäuden, die sich vielfach durch farbig bemalte Holzschnitzereien und Stuckornamente auszeichnen. Die Havzi-Sangin-Moschee (Hauz-i-Sangin, „Steinhaus“) in der Nähe von Kok Gumbaz mit einer bunt bemalten Holzdecke und reichlich Schnitzwerk am Gebälk wurde 1910 erbaut. Eine weitere Moschee, Tschahor Gumbas (Chahor Gumbaz, „Vier Kuppeln“), aus dem 19. Jahrhundert in einer abgelegenen Gasse in einiger Entfernung besitzt vier Kuppeln und eine zentrale Säule. In deren Garten befindet sich ein Wasserbecken mit einem Schatten spendenden Baum. Das Bobo Tago-Mausoleum liegt am nordwestlichen Rand der Altstadt. Der aus zwei Räumen bestehende Kuppelbau mit einem Portal stammt von 1500 oder 1518. Der Iwan wurde 1899 angebaut. Der größere der beiden aus quadratischen Ziegeln gemauerten Räume diente als Besuchshalle/Andachtsraum der Pilger (zijoratchona, aus arabisch ziyāra, „Pilgerreise“ und chona, „Haus“). Daneben befindet sich der kleinere Grabraum (gurchona). Ein Teil der Wohnhäuser ist traditionell aus Lehmziegeln oder Feldsteinen gemauert und mit Lehm verputzt, einige besitzen kunstvoll geschnitzte Tore, die zu Innenhöfen führen.
Sary Masar (Sar-i Mazor, Сары-Мазар) ist ein großer Moscheekomplex, der am Rand der Altstadt an der Lenin-Straße liegt. Innerhalb des von einer Ziegelmauer umgebenen Gevierts stehen eine neue Moschee, die 1000 Gläubige fassen kann, die Moschee Namozgoch aus dem 16./17. Jahrhundert und zwei Mausoleen aus dem 15./16. Jahrhundert. Die alte Moschee im zentralasiatischen Stil mit einem von 28 Holzsäulen getragenen Vorbau besitzt eine aufwendig geschnitzte und bemalte Dachkonstruktion. In der sowjetischen Zeit diente die Moschee als Getreidelager. Zur Moschee gehört ein freistehendes Ziegelminarett. Eines der Mausoleen trägt den neuzeitlichen Namen Adschina Chona („Haus der Dämonen“), dessen Herkunft unklar ist. Der kleine Kuppelbau steht heute leer. Das zweite Mausoleum aus dem 18. Jahrhundert ist Hazraji Mekhdoni Azam (Hazratischach) und seinen Angehörigen gewidmet. Er war ein Neffe des Sufi-Gelehrten Sayyid Ali Hamadhani (1314–1384), dessen Grabmal in Kulob verehrt wird. Die größte Moschee der Stadt mit weißem und schwarzem Marmor an den Fassaden ist die Jomi Muhammad Ikbol. Sie steht an der Stelle einer Moschee aus dem 17. Jahrhundert inmitten der Altstadt und kann bis zu 2500 Gläubige beherbergen.
Es gibt zwei bis drei einfache und sehr einfache Hotels am Markt und an der Lenin-Straße. Vormittags haben am Markt mehrere Restaurants für die Marktbeschicker geöffnet. Ein Überbleibsel der mittelalterlichen Handwerkstradition der Gold- und Silberschmiede sind die Schmiede in der Nähe des Marktes, die Gebrauchsgegenstände wie Schneeketten und Schmuckmesser herstellen. Die traditionelle Holzverarbeitung ist weiterhin gefragt. Für den Export von Bedeutung sind eine lebensmittelverarbeitende Industrie und eine Textilindustrie.

## Sport
Der FK Istarawschan spielt aktuell in der höchsten Liga Tadschikistans, der Wysschaja Liga. Sein Heimstadion ist die Istarawschan-Arena mit 20.000 Plätzen.